# Serge Gnabry
Serge David Gnabry (Stuttgart, 14 de julio de 1995) es un futbolista alemán. Juega en la posición de delantero y desde 2018 milita en el Bayern de Múnich de la Bundesliga.

## Trayectoria

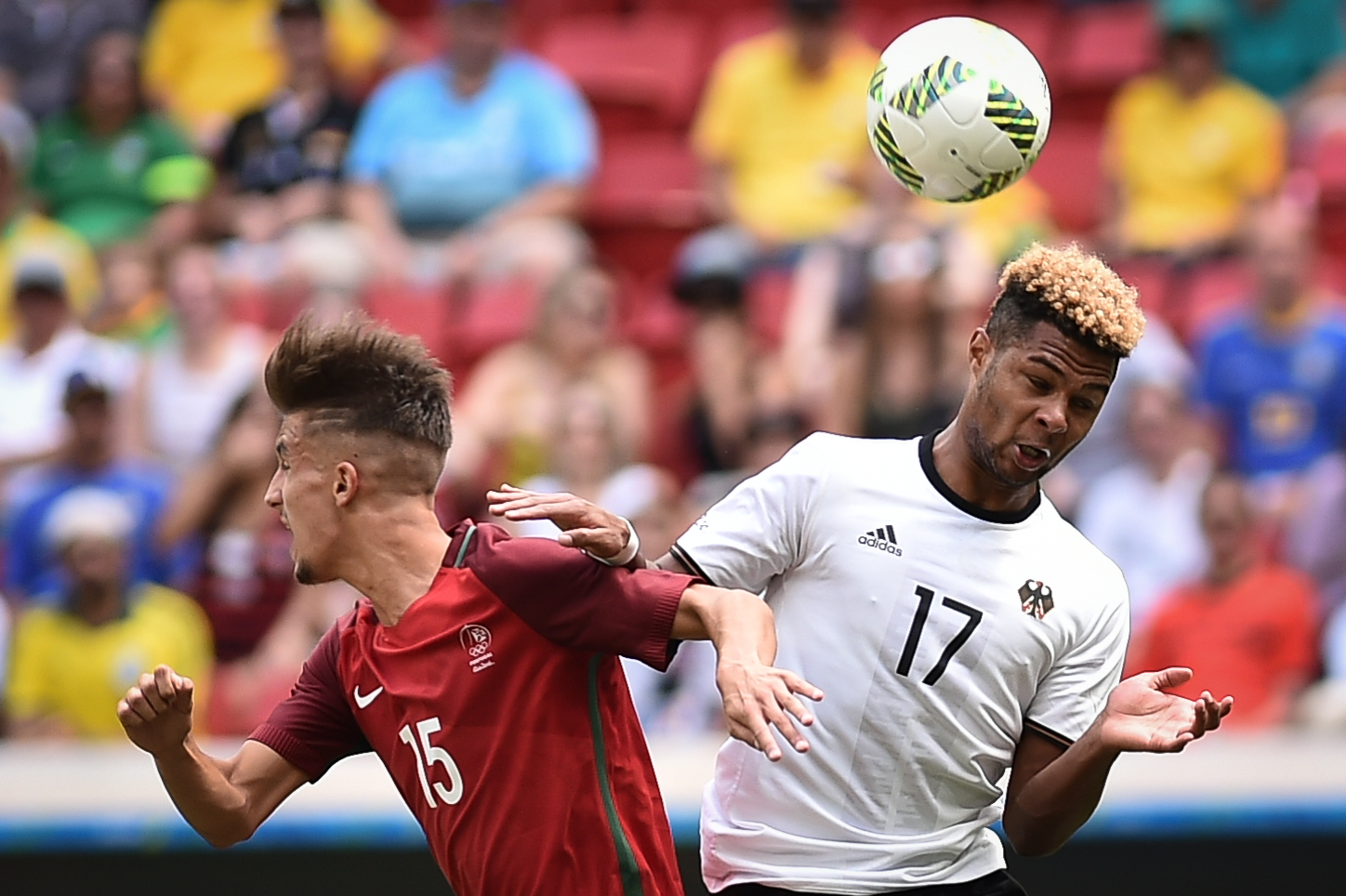
Gnabry disputando un partido en los Juegos Olímpicos de Río 2016 con Alemania.

### Inicios
Nació en 1995 en Stuttgart, Alemania, de padre marfileño y madre alemana. En su juventud, Gnabry se destapó como un talentoso velocista pero decidió elegir fútbol antes que el atletismo.

### Clubes
Se formó en las categorías juveniles del T. S. V. Weissach. En 2005 se unió al VfB Stuttgart y, cinco años después, fue vendido al Arsenal F. C. La transferencia, tasada en cien mil euros, se llevó a cabo en 2011. Gnabry llegó al club a los dieciséis años, pero no jugó en esa categoría y pasó directamente a la sub-18, dirigida por Steve Bould. Ese año anotó seis goles, por lo que fue ascendido a la reserva, donde disputó seis partidos y marcó dos goles. La siguiente temporada fue llamado al primer equipo para jugar un amistoso de pretemporada ante el F. C. Colonia, donde ingresó en el segundo tiempo. Su debut se produjo el 26 de septiembre ante el Coventry City F. C. por la Copa de la Liga. Realizó su debut en la liga el 20 de octubre, en una derrota por 1:0 frente al Norwich City F. C., y se convirtió en el tercer jugador más joven en debutar con el Arsenal en la Premier League, por detrás de Jack Wilshere y Cesc Fàbregas. Cuatro días después, jugó su primer partido en la Liga de Campeones de la UEFA, en una derrota por 2:0 ante el Schalke 04.
Se convirtió en el segundo jugador más joven del club en debutar tanto en la Premier League como en la Liga de Campeones, solo lo superó Jack Wilshere. Su primer gol lo marcó el 28 de septiembre de 2013, en una victoria por 2:1 sobre el Swansea City por la liga. Un mes después, extendió su contrato con la institución. En algún momento fue perdiendo la confianza del entrenador Arsène Wenger, y en la temporada 2015-16 fue cedido al West Bromwich Albion, donde no tuvo buenos rendimientos. El 31 de agosto de 2016 fue transferido al Werder Bremen por aproximadamente seis millones de euros. A diferencia del equipo, Gnabry tuvo buenas actuaciones en la temporada. Luego de esto, fue comprado por el Bayern de Múnich a cambio de ocho millones de euros, pero fue cedido al T. S. G. 1899 Hoffenheim para conseguir más minutos. Después de una temporada, regresó y renovó por tres años con el Bayern de Múnich.

## Selección nacional
Ha sido internacional con la selección alemana en las divisiones sub-16, sub-17, sub-18, sub-19, sub-20 y sub-21, y en todas ellas jugó un total de cuarenta y cinco partidos y marcó veinte goles. En 2015 jugó la Eurocopa Sub-21 de República Checa. En 2016 participó en los Juegos Olímpicos de Río de Janeiro, donde se llevó la medalla de plata tras perder la final con Brasil en tanda de penales. Con seis goles en la misma cantidad de partidos, fue el máximo goleador junto con Nils Petersen. El 11 de noviembre de 2016 realizó su debut con el seleccionado absoluto en un partido por la clasificación mundialista contra San Marino; hizo tres goles, por lo que se convirtió en el segundo alemán en marcar un hat trick en su debut internacional, después de Dieter Müller. Ganó la Eurocopa Sub-21 de 2017, en la que disputó seis encuentros y anotó una vez. El 9 de octubre de 2019, en un empate a dos goles con Argentina, llegó a los diez goles en once partidos, por lo que superó la marca de Miroslav Klose. El 19 de noviembre, le convirtió un triplete a Irlanda del Norte y concluyó su rendimiento en la clasificación europea con ocho goles en siete partidos.

#### Participaciones en Copas del Mundo
| Mundial           | Sede  | Resultado      | Partidos | Goles |
| ----------------- | ----- | -------------- | -------- | ----- |
| Copa Mundial 2022 | Catar | Fase de grupos | 3        | 1     |

#### Participaciones en Eurocopas
| Torneo                  | Sede            | Resultado        |
| ----------------------- | --------------- | ---------------- |
| Eurocopa Sub-21 de 2015 | República Checa | Semifinales      |
| Eurocopa Sub-21 de 2017 | Polonia         | Campeón          |
| Eurocopa 2020           | Europa          | Octavos de final |

## Estadísticas

### Clubes
Actualizado al último partido disputado el 16 de agosto de 2025.
| Club | Div.          | Temporada     | Liga  | Liga  | Copas nacionales(1) | Copas nacionales(1) | Copas internacionales(2) | Copas internacionales(2) | Total | Total |
| Club | Div.          | Temporada     | Part. | Goles | Part.               | Goles               | Part.                    | Goles                    | Part. | Goles |
| --- | ------------- | ------------- | ----- | ----- | ------------------- | ------------------- | ------------------------ | ------------------------ | ----- | ----- |
| Arsenal F. C. Inglaterra | 1.ª           | 2012-13       | 1     | 0     | 2                   | 0                   | 1                        | 0                        | 4     | 0     |
| Arsenal F. C. Inglaterra | 1.ª           | 2013-14       | 9     | 1     | 3                   | 0                   | 2                        | 0                        | 14    | 1     |
| Arsenal F. C. Inglaterra | 1.ª           | 2014-15       | 0     | 0     | 0                   | 0                   | 0                        | 0                        | 0     | 0     |
| Arsenal F. C. Inglaterra | Total club    | Total club    | 10    | 1     | 5                   | 0                   | 3                        | 0                        | 18    | 1     |
| West Bromwich Albion F. C. Inglaterra | 1.ª           | 2015-16       | 1     | 0     | 2                   | 0                   | —                        | —                        | 3     | 0     |
| West Bromwich Albion F. C. Inglaterra | Total club    | Total club    | 1     | 0     | 2                   | 0                   | 0                        | 0                        | 3     | 0     |
| Werder Bremen · Alemania | 1.ª           | 2016-17       | 27    | 11    | 0                   | 0                   | —                        | —                        | 27    | 11    |
| Werder Bremen · Alemania | Total club    | Total club    | 27    | 11    | 0                   | 0                   | 0                        | 0                        | 27    | 11    |
| TSG 1899 Hoffenheim · Alemania | 1.ª           | 2017-18       | 22    | 10    | 1                   | 0                   | 3                        | 0                        | 26    | 10    |
| TSG 1899 Hoffenheim · Alemania | Total club    | Total club    | 22    | 10    | 1                   | 0                   | 3                        | 0                        | 26    | 10    |
| Bayern de Múnich · Alemania | 1.ª           | 2018-19       | 30    | 10    | 5                   | 3                   | 7                        | 0                        | 42    | 13    |
| Bayern de Múnich · Alemania | 1.ª           | 2019-20       | 31    | 12    | 5                   | 2                   | 10                       | 9                        | 46    | 23    |
| Bayern de Múnich · Alemania | 1.ª           | 2020-21       | 27    | 10    | 2                   | 1                   | 9                        | 0                        | 38    | 11    |
| Bayern de Múnich · Alemania | 1.ª           | 2021-22       | 34    | 14    | 3                   | 0                   | 8                        | 3                        | 45    | 17    |
| Bayern de Múnich · Alemania | 1.ª           | 2022-23       | 34    | 14    | 5                   | 1                   | 8                        | 2                        | 47    | 17    |
| Bayern de Múnich · Alemania | 1.ª           | 2023-24       | 10    | 3     | 3                   | 0                   | 7                        | 2                        | 20    | 5     |
| Bayern de Múnich · Alemania | 1.ª           | 2024-25       | 27    | 7     | 3                   | 0                   | 17                       | 0                        | 47    | 7     |
| Bayern de Múnich · Alemania | 1.ª           | 2025-26       | 0     | 0     | 1                   | 0                   | 0                        | 0                        | 1     | 0     |
| Bayern de Múnich · Alemania | Total club    | Total club    | 193   | 70    | 27                  | 7                   | 66                       | 16                       | 286   | 93    |
| Total carrera | Total carrera | Total carrera | 253   | 92    | 35                  | 7                   | 72                       | 16                       | 360   | 115   |
| (1) Incluye datos de la Copa de la Liga de Inglaterra, la FA Cup, la Copa de Alemania y la Supercopa de Alemania. (2) Incluye datos de la Liga de Campeones de la UEFA, la Liga Europa de la UEFA, la Supercopa de Europa y la Copa Mundial de Clubes de la FIFA. |               |               |       |       |                     |                     |                          |                          |       |       |

### Tripletes
| 1 | 11 de noviembre de 2016  | Estadio Olímpico, Serravalle   | San Marino - Alemania         |  | 0 - 8 | Clasificación de UEFA para el Mundial 2018 |
| 2 | 1 de octubre de 2019     | Tottenham H. Stadium, Londres  | Tottenham H. - Bayern Múnich  |  | 2 - 7 | Champions League 2019-20                   |
| 3 | 19 de noviembre de 2019  | Deutsche Bank Park, Fráncfort  | Alemania - Irlanda del Norte  |  | 6 - 1 | Clasificación Eurocopa 2020                |
| 4 | 18 de septiembre de 2020 | Allianz Arena, Múnich          | Bayern Múnich - Schalke 04    |  | 8 - 0 | 1. Bundesliga 2020-21                      |
| 5 | 14 de diciembre de 2021  | Mercedez-Benz Arena, Stuttgart | VfB Stuttgart - Bayern Múnich |  | 0 - 5 | 1. Bundesliga 2021-22                      |
| 6 | 8 de noviembre de 2022   | Allianz Arena, Múnich          | Bayern Múnich - Werder Bremen |  | 6 - 1 | 1. Bundesliga 2022-23                      |

## Palmarés

### Títulos nacionales
| Título                | Club             | País       | Año     |
| --------------------- | ---------------- | ---------- | ------- |
| FA Cup                | Arsenal F. C.    | Inglaterra | 2013-14 |
| Community Shield      | Arsenal F. C.    | Inglaterra | 2014    |
| FA Cup                | Arsenal F. C.    | Inglaterra | 2014-15 |
| Community Shield      | Arsenal F. C.    | Inglaterra | 2015    |
| Supercopa de Alemania | Bayern de Múnich | Alemania   | 2018    |
| Bundesliga            | Bayern de Múnich | Alemania   | 2018-19 |
| Copa de Alemania      | Bayern de Múnich | Alemania   | 2018-19 |
| Bundesliga            | Bayern de Múnich | Alemania   | 2019-20 |
| Copa de Alemania      | Bayern de Múnich | Alemania   | 2019-20 |
| Supercopa de Alemania | Bayern de Múnich | Alemania   | 2020    |
| Bundesliga            | Bayern de Múnich | Alemania   | 2020-21 |
| Supercopa de Alemania | Bayern de Múnich | Alemania   | 2021    |
| Bundesliga            | Bayern de Múnich | Alemania   | 2021-22 |
| Supercopa de Alemania | Bayern de Múnich | Alemania   | 2022    |
| Bundesliga            | Bayern de Múnich | Alemania   | 2022-23 |
| Bundesliga            | Bayern de Múnich | Alemania   | 2024-25 |
| Supercopa de Alemania | Bayern de Múnich | Alemania   | 2025    |

### Títulos internacionales
| Título                        | Club (*)              | Sede           | Año     |
| ----------------------------- | --------------------- | -------------- | ------- |
| Plata en los Juegos Olímpicos | Selección de Alemania | Río de Janeiro | 2016    |
| Eurocopa Sub-21               | Selección de Alemania | Polonia        | 2017    |
| Liga de Campeones de la UEFA  | Bayern de Múnich      | Lisboa         | 2019-20 |
| Supercopa de la UEFA          | Bayern de Múnich      | Budapest       | 2020    |
| Copa Mundial de Clubes        | Bayern de Múnich      | Catar          | 2020    |

(*) Incluyendo la selección.

### Distinciones individuales
| Distinción                                                      | Año     |
| --------------------------------------------------------------- | ------- |
| Máximo goleador de los Juegos Olímpicos.                        | 2016    |
| Autor del gol del mes de septiembre en Alemania.                | 2016    |
| Autor del gol del mes de diciembre en Alemania.                 | 2017    |
| Jugador de la temporada del Bayern de Múnich.                   | 2018-19 |
| Jugador del mes de octubre de la Bundesliga.                    | 2019    |
| Parte de los 100 mejores jugadores del mundo según The Guardian | 2022    |

## Vida privada
Gnabry nació el 14 de julio de 1995 en Stuttgart y es hijo de padre marfileño y madre alemana, por lo que tiene doble nacionalidad. Solía correr en competiciones de atletismo y, según él, «nunca perdió una carrera», pero llegado el momento se decantó por jugar al fútbol.